# Alessandro Giustiniani
Alessandro Giustiniani, italijanski rimskokatoliški duhovnik, škof in kardinal, * 3. februar 1778, Genova, † 11. oktober 1843.

## Življenjepis
6. aprila 1822 je prejel duhovniško posvečenje; 19. aprila istega leta je bil imenovan za naslovnega nadškofa Petre v Palestini in čez dva dni je prejel škofovsko posvečenje. 26. aprila 1822 pa je postal še apostolski nuncij.
24. aprila 1827 je bil imenovan za apostolskega nuncija na Portugalskem.
30. septembra 1831 je bil povzdignjen v kardinala in pectore. Naslednje leto je postal uslužbenec Rimske kurije.
2. julija 1832 je bil razglašen za kardinala-duhovnika pri Svetem križu v Jeruzalemu. 
Umrl je 11. oktobra 1843.